# Albin Dötsch

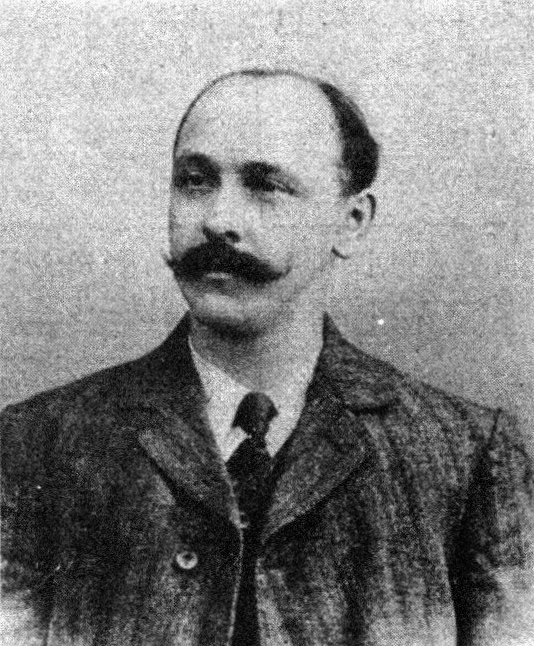
Albin Dötsch

Albin Dötsch (* 27. Oktober 1872 in Schönbach, Böhmen; † 17. März 1922 in Cheb, Tschechoslowakei) war ein österreichischer Politiker der Sozialdemokratischen Arbeiterpartei (SDAP).
Nach dem Besuch der Volksschule war Albin Dötsch Hausweber, Milchändler, Musterweber und Privatbeamter (=Parteiangestellter und Abgeordneter)[2]. Von 1907 bis 1918 war er Reichsratsabgeordneter in Wien für den Wahlkreis Böhmen 118 (= Landgemeindewahlkreis um Asch, Graslitz und Eger) und zwischen dem 21. Oktober 1918 und dem 16. Februar 1919 Mitglied der Provisorischen Nationalversammlung.
1907 und 1911 gewann er den Wahlkreis im ersten Wahlgang jeweils mit absoluter Mehrheit. Er hatte zwei Töchter und einen Sohn.